# Кострыба, Пётр Михайлович
Пётр Михайлович Кострыба (3 июля 1925 — 12 мая 1998) — советский и украинский историк, профессор (с 1990 года), лауреат Государственной премии УССР в области науки и техники.

## Биография
Родился 3 июля 1925 года в селе Томашовка (Дунаевецкий район) в крестьянской семье. Украинец по национальности. Учился в томашовской начальной, удриевской средней школах.
Участник Великой Отечественной войны, был тяжело ранен. Награждён боевыми орденами.
В 1947—1952 годах учился в Ужгородском государственном университете, в 1952—1955 годах — в аспирантуре Института истории АН УССР. 3 декабря 1955 года в Институте истории АН УССР защитил кандидатскую диссертацию на тему: «Социалистическое преобразование и развитие сельского хозяйства в Закарпатье (1945—1954 гг.)». В течение 1956—1961 годов преподавал историю в Каменец-Подольском сельскохозяйственном институте. 21 сентября 1960 года получил учёное звание доцента.
В 1961—1967 годах работал в Институте истории АН УССР, где был включён в авторский коллектив, который подготовил и издал трёхтомный труд «Украинская ССР в Великой Отечественной войне», за который, вместе с другими коллегами, в 1970 году получил Государственную премию УССР в области науки и техники. Входил в редколлегию ряда документальных сборников, соавтор «Истории Украинской ССР» в восьми томах, автор более 100 научных статей.
В 1967 году перешёл на работу в Киевский институт культуры, занимал должности доцента, проректора, заведующего кафедрой истории. Работал над докторской диссертацией «Идейно-политическая работа на оккупированной врагом территории Украины в годы Великой Отечественной войны». В 1990 году ему было присвоено звание профессора.
Был членом КПСС. Жил в Киеве. Умер 12 мая 1998.